# Rathenow
Rathenow [ˈʁaːtənoː] (pol. hist. Ratnów; cz. Ratenov) – miasto we wschodnich Niemczech w kraju związkowym Brandenburgia, nad Hawelą. Jest siedzibą powiatu Havelland i położone około 70 km na zachód od Berlina.

## Historia

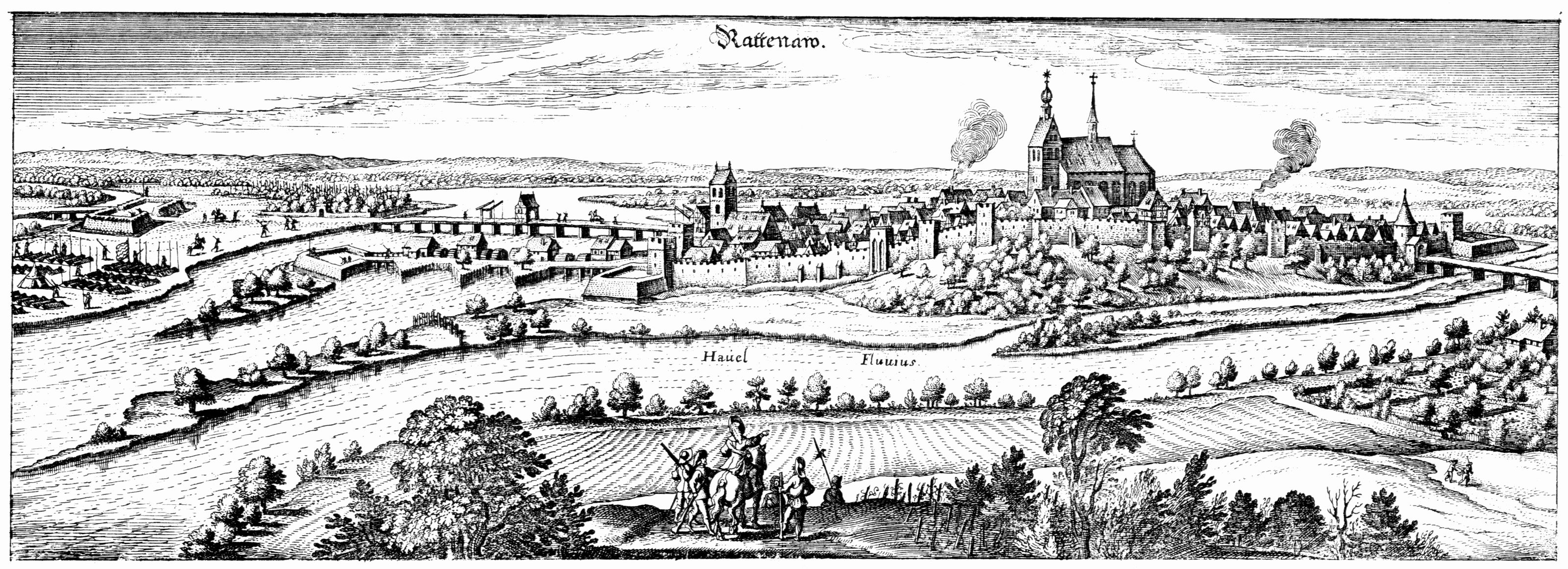
Ratnów w XVII wieku

Prawa miejskie od 1295. W latach 1373–1415 wraz z Elektoratem Brandenburgii Ratnów znajdował się pod panowaniem Królestwa Czech. W 1675 w bitwie pod Rathenow siły brandenbursko-pruskie pokonały Szwedów. W 1701 miasto znalazło się w granicach Prus, a w 1871 Niemiec. Od 1925 roku należało do rejencji rejencji poczdamskiej w prowincji Brandenburgia.
Po II wojnie światowej miasto należało do radzieckiej strefy okupacyjnej. W latach 1949–1990 było częścią NRD i miastem powiatowym w okręgu Poczdam.
Po upadku Związku Radzieckiego ujawniono, że w pobliżu Rathenow (ok. kilometr od miasta) na pewien czas złożono szczątki Adolfa Hitlera. Następnie zostały one wykopane, spalone i wrzucone do rzeki. Fragmenty czaszki i szczęki wywieziono do Moskwy.

## Demografia
| Rok  | Populacja |
| ---- | --------- |
| 1875 | 12 443    |
| 1890 | 18 841    |
| 1910 | 29 125    |
| 1925 | 32 056    |
| 1939 | 37 449    |
| 1946 | 34 005    |
| 1950 | 32 254    |
| 1964 | 31 083    |

| Rok  | Populacja |
| ---- | --------- |
| 1971 | 31 834    |
| 1981 | 33 952    |
| 1985 | 33 312    |
| 1989 | 32 721    |
| 1995 | 30 498    |
| 2000 | 28 811    |
| 2005 | 26 973    |
| 2010 | 25 301    |

| Rok  | Populacja |
| ---- | --------- |
| 2015 | 24 387    |
| 2016 | 24 243    |
| 2017 | 24 309    |
| 2018 | 24 309    |
| 2019 | 24 208    |
| 2020 | 24 179    |
| 2021 | 24 063    |

## Gospodarka
W mieście rozwinął się głównie przemysł precyzyjno-optyczny, a także maszynowy oraz metalowy. 
W czasie istnienia NRD znaczna część mieszkańców miasta była zatrudniona w zakładzie optycznym Rathenower Optische Werke, którego produkcja po zjednoczeniu Niemiec została przerwana i dopiero w 2002 r. dzięki inwestycji Fielmann wznowiona. Mimo to stopa bezrobocia w Rathenow pozostaje wysoka i wynosiła w lipcu 2025 r. 11,6%.

## Transport
Rathenow znajduje się na skrzyżowaniu dwóch dróg krajowych: B102 łączącą Neuruppin z Brandenburg oraz B188 łączącą Wolfsburg i Stendal z drogą B5 i dalej Berlinem.
W mieście znajduje się stacja kolejowa Rathenow przy magistrali kolejowej Berlin–Hanower.

## Współpraca
- Polska: Złotów
- Szlezwik-Holsztyn: Rendsburg

## Osoby związane z Rathenowem
- August Froehlich – ksiądz rzymskokatolicki, proboszcz Parafii św. Jerzego w Rathenow, przeciwnik nazizmu, który za obronę polskich robotników przymusowych został zamęczony w obozie KL Dachau
- Friedrich Ackermann - burmistrz miasta w roku 1907[7], późniejszy nadburmistrz Szczecina (1907-1931)